# Stanley Kakubo
Stanley Kasongo Kakubo (Livingstone, 24 de mayo de 1980) es un político zambiano. Ha sido miembro de la Asamblea Nacional por Kapiri Mposhi desde 2016 y fue ministro de Asuntos Exteriores entre septiembre de 2021 y diciembre de 2023.

## Biografía
Kakubo nació en Livingstone en 1980 y pasó parte de su juventud en Kapiri Mposhi. Su padre trabajaba para la empresa estatal, Ferrocarriles de Zambia. Estudió en la Facultad de Ciencias Naturales de la Universidad de Zambia, antes de marcharse a estudiar contabilidad pública en el Reino Unido. Tras regresar a Zambia, se incorporó al Banco Comercial Nacional de Zambia, donde fue gerente de tesorería y banca empresarial.
Fue elegido candidato del Partido Unido para el Desarrollo Nacional para la circunscripción electoral de Kapiri Mposhi para las elecciones generales de 2016, donde consiguió un escaño por el Frente Patriótico. Posteriormente, fue elegido miembro de la Asamblea Nacional con una mayoría de 1590 votos. Después de convertirse en diputado, se unió al Comité de Presupuesto del Parlamento.
En febrero de 2021, fue nombrado miembro del comité nacional de gestión del UPND. En las elecciones generales de 2021, fue reelegido con una mayoría de 4000 votos. Tras la victoria del líder del UPND, Hakainde Hichilema, en las elecciones presidenciales, Kakubo fue nombrado ministro de Asuntos Exteriores el 7 de septiembre.
En abril de 2022, se vio envuelto en un escándalo tras ser visto saliendo de una fábrica china con una bolsa, que posteriormente explicó que era un calendario. Al año siguiente, tras las noticias en redes sociales sobre que Kakubo había recibido 200.000 dólares y un vehículo Mercedes-Benz de lujo, dimitió como ministro de Asuntos Exteriores.